# Pallavolo Atripalda 2013-2014
Questa voce raccoglie le informazioni riguardanti la Pallavolo Atripalda nelle competizioni ufficiali della stagione 2013-2014.

## Stagione
La stagione 2013-14 è per la Pallavolo Atripalda, sponsorizzata dalla Sidigas e HS Company, a cui viene affiancata la denominazione della città di Avellino, dove si disputano le partite casalinghe, è la terza consecutiva in Serie A2; come allenatore viene confermato Michele Totire, mentre tra i giocatori restano Mario Scappaticcio, Danilo Cortina ed Enrico Libraro: tra i nuovi acquisti spiccano quelli di Milan Bencz, Francesco Fortunato, Claudio Paris, Enrico Diamantini e Damiano Valsecchi, questi ultimi due arrivati in prestito.
Il campionato si apre con la vittoria in trasferta contro la Materdomini Volley, per 3-0, e con lo stesso risultato, arriva, nella giornata successiva, la prima sconfitta, in casa, ad opera della Libertas Brianza: a queste seguono due vittorie consecutive; tuttavia iniziano a farsi sempre più insistenti voci su una possibile crisi finanziaria della società, confermata dalla cessione di alcuni giocatori, come Milan Bencz ed Enrico Libraro. Le pressioni negative si risentono anche sui risultati, con due sconfitte consecutive, che portano il club all'ottavo posto in classifica generale: la squadra quindi non disputa la settima giornata di campionato contro il Volley Potentino e la Lega, il 4 dicembre 2013, esclude la Pallavolo Atripalda da ogni competizione.

## Organigramma societario
Area direttiva
- Presidente: Antonio Guerrera
- Vicepresidente: Antonio Rapolla
- Segreteria generale: Angelo Spica

Area organizzativa
- Direttore sportivo: Clemente Pesa
- Responsabile federazione: Gianfranco Guerrera
- Consulente fiscale: Giovanni Ferrara

Area tecnica
- Allenatore: Michele Totire
- Allenatore in seconda: Francesco Racaniello
- Assistente allenatori: Massimiliano Cucciniello
- Scout man: Antonio Camminatella
- Responsabile settore giovanile: Nicola Lombardi

Area comunicazione
- Ufficio stampa: Mario D'Argenio, Enzo Di Micco
- Webmaster: Giovanni Broegg
- Responsabile palasport: Antonio Albanese, Rino Mazza, Giuseppe Spagnuolo
- Responsabile progetto scuola: Serena Ricciarelli

Area marketing
- Logistica: Massimo Della Sala
- Biglietteria: Luigi De Angelis
- Fotografo: Vito Cioppa

Area sanitaria
- Medico: Elia De Simone, Raffaele Piscopo
- Preparatore atletico: Enzo D'Argenio
- Fisioterapista: Gabriele D'Ambrosio

## Rosa
| N° | Nome                | Ruolo | Data di nascita   | Nazionalità sportiva |
| -- | ------------------- | ----- | ----------------- | -------------------- |
| 1  | Milan Bencz         | S/O   | 5 settembre 1987  | Slovacchia           |
| 2  | Gianpio Aprea       | P     | 16 gennaio 1991   | Italia               |
| 3  | Francesco Fortunato | C     | 23 luglio 1977    | Italia               |
| 4  | Danilo Cortina      | L     | 8 giugno 1987     | Italia               |
| 5  | Mario Scappaticcio  | P     | 16 aprile 1974    | Italia               |
| 7  | Marco Santucci      | S     | 30 novembre 1983  | Italia               |
| 8  | Enrico Libraro      | S     | 15 aprile 1983    | Italia               |
| 10 | Claudio Paris       | S/O   | 24 gennaio 1987   | Italia               |
| 11 | Annino Lombardi     | L     | 11 aprile 1997    | Italia               |
| 12 | Enrico Diamantini   | C     | 4 aprile 1993     | Italia               |
| 13 | Antonio Guancia     | S     | 21 settembre 1986 | Italia               |
| 17 | Giuseppe Scialò     | S     | 17 settembre 1983 | Italia               |
| 18 | Damiano Valsecchi   | C     | 28 agosto 1991    | Italia               |

## Mercato
| Acquisti | Acquisti            | Acquisti           | Acquisti   |
| R.       | Nome                | da                 | Modalità   |
| -------- | ------------------- | ------------------ | ---------- |
| P        | Gianpio Aprea       | Molfetta           | definitivo |
| S/O      | Milan Bencz         | Powervolley Milano | definitivo |
| C        | Enrico Diamantini   | Lube               | prestito   |
| C        | Francesco Fortunato | Argos              | definitivo |
| S        | Antonio Guancia     | ?                  | definitivo |
| L        | Annino Lombardi     | giovanili          | definitivo |
| S/O      | Claudio Paris       | Argos              | definitivo |
| S        | Marco Santucci      | Corigliano Volley  | definitivo |
| S        | Giuseppe Scialò     | Almamater          | definitivo |
| C        | Damiano Valsecchi   | Trentino           | prestito   |

| Cessioni | Cessioni            | Cessioni             | Cessioni      |
| R.       | Nome                | a                    | Modalità      |
| -------- | ------------------- | -------------------- | ------------- |
| P        | Gianpio Aprea       | Olimpia Sant'Antioco | svincolato    |
| C        | Daniele Bassi       | ?                    | definitivo    |
| S/O      | Milan Bencz         | Powervolley Milano   | definitivo    |
| C        | Davide Candellaro   | Top Volley Latina    | definitivo    |
| L        | Domenico Cavaccini  | Olbia                | definitivo    |
| S        | Roberto Cazzaniga   | Materdomini          | definitivo    |
| L        | Danilo Cortina      | -                    | svincolato    |
| S        | Roberto D'Angelo    | ?                    | definitivo    |
| S        | Antonio De Paola    | Trentino             | fine prestito |
| C        | Andrea Di Marco     | Emma Villas Chiusi   | definitivo    |
| C        | Enrico Diamantini   | Lube                 | fine prestito |
| C        | Francesco Fortunato | Top Volley Latina    | svincolato    |
| S        | Pasquale Gabriele   | BluVolley Verona     | definitivo    |
| S        | Antonio Guancia     | -                    | svincolato    |
| P        | Marco Izzo          | Molfetta             | definitivo    |
| S        | Enrico Libraro      | Materdomini          | definitivo    |
| L        | Annino Lombardi     | -                    | svincolato    |
| S        | Milija Mrdak        | Partizan             | definitivo    |
| S/O      | Claudio Paris       | Civita Castellana    | svincolato    |
| S        | Umberto Picariello  | Nettuno              | definitivo    |
| S        | Marco Santucci      | Corigliano Volley    | definitivo    |
| P        | Mario Scappaticcio  | Emma Villas Chiusi   | svincolato    |
| S        | Giuseppe Scialò     | Aversa               | svincolato    |
| C        | Damiano Valsecchi   | Trentino             | fine prestito |

## Risultati

### Serie A2

#### Girone di andata
| 1ª giornata - 20 ottobre 2013 PalaGrotte, Castellana Grotte      | Materdomini        | 0 - 3 | Atripalda        | 16-25, 18-25, 19-25        |
| 2ª giornata - 27 ottobre 2013 PalaDelMauro, Avellino             | Atripalda          | 1 - 3 | Libertas Brianza | 19-25, 21-25, 25-22, 21-25 |
| 3ª giornata - 3 novembre 2013 PalaCorigliano, Corigliano Calabro | Corigliano Volley  | 0 - 3 | Atripalda        | 21-25, 20-25, 20-25        |
| 4ª giornata - 10 novembre 2013 PalaDelMauro, Avellino            | Atripalda          | 3 - 0 | Impavida Ortona  | 25-18, 25-22, 25-23        |
| 5ª giornata - 16 novembre 2013 Centro Pavesi, Milano             | Powervolley Milano | 0 - 3 | Atripalda        | 25-18, 26-24, 25-18        |
| 6ª giornata - 24 novembre 2013 PalaDelMauro, Avellino            | Atripalda          | 0 - 3 | Matera Bulls     | 22-25, 23-25, 24-26        |

## Statistiche

### Statistiche di squadra
| Competizione | Punti | In casa | In casa | In casa | In trasferta | In trasferta | In trasferta | Totale | Totale | Totale |
| Competizione | Punti | G       | V       | P       | G            | V            | P            | G      | V      | P      |
| ------------ | ----- | ------- | ------- | ------- | ------------ | ------------ | ------------ | ------ | ------ | ------ |
| Serie A2     | 9     | 3       | 1       | 2       | 3            | 2            | 1            | 6      | 3      | 3      |
| Totale       | -     | 3       | 1       | 2       | 3            | 2            | 1            | 6      | 3      | 3      |

G = partite giocate; V = partite vinte; P = partite perse